# 微博达人 (电视剧)
《微博达人》是由北京世纪博英影视传媒有限公司打造的国内首部微博商战剧，由陈键锋、陈司翰、章龄之、吕良伟等领衔主演，由香港导演蓝志伟执导。该剧讲述了微博时代，年轻人的奋斗故事。2012年9月9日起在东南卫视、云南卫视、山东卫视、安徽卫视黄金档播出。

## 演員與劇中人物

### 主要角色
| 演员     | 角色   | 介紹 |
| 吕良伟   | 郑伟业 | 星巢网络总裁。老婆已過世。投資韩子靖成長栽培成為接班人。韩子靖的親生父親。在開董事會遭到韩子靖拿出不利於證據離開星巢网络。秀瑶生病後說出真相並與韩子靖,欧阳过相認。 |
| 陈键锋   | 韩子靖 | 新任V風時代技術總監,IT天才,微博產品核心成員。对楚若琳一见钟情。欧阳过大学同学及同事。愛慕楚若琳。微博產品上市後上任微博事業部副总裁。楚若琳和欧阳过和郑岩好友。後來和楚若琳再一起。出車禍後失去記憶。在超市賣牙膏。一次意外落水恢復記憶。郑伟业開董事會，拿出郑伟业不利於對於公司不法證據而董事會決定升任星巢网络总裁。秀瑶生病後郑伟业說出真相與秀瑶和郑伟业相認。 |
| 陈司翰   | 欧阳过 | 新任V風時代市場總監,微博產品核心成員。韩子靖大学同学及同事。李嵐學弟。初中開始愛慕楚若琳。楚若琳初中同學。韩子靖和楚若琳和郑岩好友。韩子靖離開後上任微博事業部副总裁。秀瑶生病後郑伟业說出真相與郑伟业相認。 |
| 章龄之   | 楚若琳 | V風時代客戶總監,微博產品核心成員。欧阳过初中同學。父母已過世。韩子靖和欧阳过好友。後來和韩子靖再一起。幫助韩子靖恢復記憶。 |
| 陈美行   | 赵楠   | 郑伟业助理。秀瑶養女。郑伟业離開後成為韩子靖助理。 |
| 李金铭   | 郑岩   | 醫院護士。郑伟业女兒。媽媽已過世。討厭二媽。愛慕欧阳过。韩子靖和欧阳过好友。和秦天北在一起並同居。 |
| 吴昊泽   | 秦天北 | 財金報社記著。秦家仁兒子。和郑岩在一起並同居。 |
| 陶慧敏   | 秀瑶   | 開秀瑶小館店。赵楠的媽媽。韩子靖的親生母親。生病後郑伟业說出真相並與韩子靖相認。 |
| 梁家仁   | 秦家仁 | 秦天北的老爸。愛慕秀瑶。開秦家青年旅社。 |
| 彭新智   | 诸葛伟 | V風時代总裁,微博產品核心成員。 |
| 劉馨圓   | 李嵐   | V風時代副总裁,微博產品核心成員。欧阳过學姊。 |
| 楊奇雨   | 蕭云峰 | 星巢网络总經理。遭韩子靖開除。天旺集團派來臥底星巢网络。 |
| 劉曉虎   | 杰夫   | 中華牙膏總監。 |
| 溫香華   | 惠芬   | 秀瑶小館店店員。 |
| 張磊     | 蘇晨   | V風時代市場總監助理。 |
| 趙思豪   | 路奇   | V風時代技術經理。 |
| 斯琴高麗 | 高麗   | 秦天北學姊。唱片歌手。 |
| 石蘭     | 姚梅   | 郑伟业第二任妻子。郑伟业被公司開除後離開郑伟业。 |
| 顧峰     | 顧峰   | 郑岩表哥。唱片歌手。 |